# Jan Heralt z Kunštátu a Líšnice
Jan Heralt z Kunštátu a Líšnice (snad 1441–1490) byl moravský šlechtic z líšnické větve rodu pánů z Kunštátu.

## Život
První písemná zmínka o Janu Heraltovi pochází z roku 1444, kdy byl popraven jeho otec Heralt z Kunštátu a Líšnice. 
Jan Heralt byl v té době ještě malé dítě, pravděpodobně mu byly tři roky. Jeho sestra Kateřina brzy zemřela a Jan se stal jediným dědicem majetku. Kvůli jeho nízkému věku však majetek spravoval poručník a ochránce, kterým se stal Jiří z Poděbrad z české větve pánů z Kunštátu. 
Roku 1466 se Jan Heralt oženil s Johankou, jednou ze čtyř dcer Jiřího z Kravař a Strážnice, posledního mužského zástupce rodu pánů z Kravař. Vyženil tak hrad Plumlov s panstvím, město Prostějov a další vesnice a podíly na majetku. V tomtéž roce mu král Jiří zastavil hrady Žebrák a Točník, pravděpodobně se jednalo o kompenzaci za zkonfiskované majetky Janova problematického otce. 
Koncem roku 1473 se Jan Heralt účastnil v Brně zemského sněmu. V roce 1476 ho na pravý spolek přijal jeho značně starší bratranec Procek z Kunštátu a Opatovic, který neměl žádných potomků a chtěl se vyhnout odúmrti a převodu rodového majetku na krále. Jan Heralt tak získal panství Líšnici, Kunštát a Lysice. V roce 1477 získal zápis v hodnotě 7000 zlatých na panství Kojetín. Po smrti Procka z Opatovic se stal jediným a posledním příslušníkem líšnické větve pánů z Kunštátu. V roce 1479 se Jan Heralt účastnil v Brně setkání uherského a českého krále, kterým měly být ukončeny česko-uherské války. V březnu 1483 král Vladislav II. navýšil Janu Heraltovi o 1000 zlatých zástavní sumu na Kojetíně. Od roku 1486 zastával Jan Heralt úřad nejvyššího komorníka cúdy olomoucké, který zastával až do své smrti roku 1490.
Zemřel bez mužských potomků a zanechal velké dluhy, na jejichž umoření padla velká část jeho majetku. Vdově Johance z Kravař tak zůstal nakonec jen Plumlov s panstvím, na které se dluhy nevztahovaly.